# Gwydion Pendderwen
Gwydion Pendderwen (* 21. Mai 1946 in Berkeley, Kalifornien; † 9. November 1982; eigentlich Thomas deLong) war ein US-amerikanischer Singer-Songwriter, Autor und Umweltaktivist. Er wird zumindest teilweise dem Psychedelic Folk zugeordnet.

## Persönliches
Musikalisch beeinflusst von Psychedelic Rock, Folk, Country und Bluegrass feierte Pendderwen seinen Durchbruch 1976 durch einen Auftritt auf der walisischen Eisteddfod, mehrere Alben und ein Songbuch folgten. Pendderwen war ein Aktivist des modernen Neopaganismus und befasste sich unter anderem mit den verschiedenen Formen des modernen Hexentums wie Wicca, Stregheria, der Feri Tradition, Dianic und celtic Witchcraft aber auch Zeremonialmagie, Schamanismus und Druidentum. Er war unter anderem Mitglied der pantheistischen Church of All Worlds und der Reformed Druids of North America. Außerdem war er im Bereich Reenactment in der Society for Creative Anachronism aktiv.

## Diskografie
- 1975 – Songs for the Old Religion
- 1982 – The Faery Shaman
- 2005 – The Music of Gwydion (Compilation)

## Bücher
- Gwydion Pendderwen: Wheel of the Year. The Music of Gwydion. Nemeton, Redwood Valley CA 1979.